# Tyrrell 023
O 023 é um modelo utilizado da Tyrrell na temporada de 1995 de Fórmula 1. Condutores: Ukyo Katayama, Mika Salo e Gabriele Tarquini.

## Resultados[1]
(legenda) 
| Ano  | Chassi | Motor            | Pneus | N° | Pilotos           | 1   | 2   | 3   | 4   | 5   | 6   | 7   | 8   | 9   | 10  | 11  | 12  | 13  | 14  | 15  | 16  | 17  | Pontos | Posição |  |
| ---- | ------ | ---------------- | ----- | -- | ----------------- | --- | --- | --- | --- | --- | --- | --- | --- | --- | --- | --- | --- | --- | --- | --- | --- | --- | ------ | ------- |  |
|      |        |                  |       |    |                   |     |     |     |     |     |     |     |     |     |     |     |     |     |     |     |     |     |        |         |  |
|      |        |                  |       |    |                   | BRA | ARG | SMR | SPA | MON | CAN | FRA | GBR | GER | HUN | BEL | ITA | POR | EUR | PAC | JPN | AUS |        |         |  |
| 1995 | 023    | Yamaha OX10C V10 | G     | 3  | Ukyo Katayama     | Ret | 8   | Ret | Ret | Ret | Ret | Ret | Ret | 7   | Ret | Ret | NC  | DNS |     | 14  | Ret | Ret | 5      | 9º      |  |
| 1995 | 023    | Yamaha OX10C V10 | G     | 3  | Gabriele Tarquini |     |     |     |     |     |     |     |     |     |     |     |     |     | 14  |     |     |     | 5      | 9º      |  |
| 1995 | 023    | Yamaha OX10C V10 | G     | 4  | Mika Salo         | 7   | Ret | Ret | 10  | Ret | 7   | 15  | 8   | Ret | Ret | 8   | 5   | 13  | 10  | 12  | 6   | 5   | 5      | 9º      |  |